# Bánföldi Zoltán (labdarúgó)
Bánföldi Zoltán (Szekszárd, 1971. július 27. –) magyar labdarúgó.

## Pályafutása
NB I-es pályafutását 1988-ban a Vác csapatában kezdte, és elég sokáig a csapat szerződtetett játékosa volt, de 1992 és 1998 között folyamatosan kölcsönadták. 1998-ban szerződtette a Honvéd, ahol végre játéklehetőséget kapott az első osztályban. 2000-ben innen is kölcsönadták és ezért Békéscsabára szerződött, ahol 2004-ig 54 bajnoki mérkőzésen szerepelt és 1 gólt szerzett. 2004 és 2006 között ismét Vácot játszott és itt fejezte be az aktív labdarúgást.

## Külső hivatkozások
- Profil